# 13328 Guetter
13328 Guetter è un asteroide della fascia principale. Scoperto nel 1998, presenta un'orbita caratterizzata da un semiasse maggiore pari a 3,0315294 UA e da un'eccentricità di 0,1129171, inclinata di 4,30366° rispetto all'eclittica.